# تتسويا نومورا
تتسويا نومورا ((باليابانية: 野村 哲也)، ويقرأ نومورا تتسويا)، (بالإنجليزية: Tetsuya Nomura) (ولد في 8 أكتوبر 1970). مخرج ومصمم شخصيات ألعاب فيديو ياباني يعمل لدى سكوير إنيكس (سكويرسابقا), وربما عرفَ بأعماله في كلاً من سلسلة فاينل فانتسي وكينغدم هارتز.

## سيرته

### قبل سكوير
نومورا ولد في محافظة كوتشي في جزيرة شيكوكو. عندما كان شابا، كان يعمل في مدرسة مهنية لعمل فن للإعلانات.

### سكوير
في وقت مبكر من عام 1990 وظفته سكوير كمنقح (مصحح) لفاينل فانتسي IV وبعدها كمصمم للوحوش لفاينل فانتسي V ثم مدير الجرافيكس ومصمم ثانوي لشخصيات لفاينل فانتسي VI.
لم يحظ نومورا بالتميز حتى عام 1995 حين طلبت سكوير منه أن يكون مصمم الشخصيات لفاينل فانتسي 7 ليحل محل يوشيتاكا أمانو، المصمم الأصلي لشخصيات السلسلة. كان نجاح ضخم وحاسم لألعاب ال أر بي جي لبلاي ستيشن. في عام 1998، قد عمل على كل من (Parasite Eve) و (Brave Fencer Musashi). وفي عام 1999 عاد نومورا وعمل على تصميم الشخصيات لفاينل فانتسي VIII
وحققت النجاح.بعد ذلك، نومورا عمل في عدة مشاريع أخرى مختلفة لسكوير مثل (Ehrgeiz) وأول لعبة لسكوير على البلاي ستيشن 2 كانت (The Bouncer)قبل أن يبدء بتصميم شخصيات سلسلة فاينل فانتسي فاينل فانتسي X، فاينل فانتسي X-2، فاينل فانتسي XI. عمل مخرج وكانت فكرته الفنية ومصمم لشخصيات سلسة كينغدم هارتز والتي تشمل أيضا عناوين ألعاب الجيم بوي أدفانس والبلاي ستيشن 2 (Kingdom Hearts Re:Chain of Memories)وتتمة كينغدم هارتز II وتتمة دي إس (Kingdom Hearts 358/2 Days) ويعمل أيضا على عنوانين آخرين لكينغدم هارتز (Kingdom Hearts Coded) التي هي للهاتف المحمول وهي تتمة لكينغدم هارتز 2 وقبل لعبة كينغدم هارتز الأولى،(Kingdom Hearts Birth By Sleep)على جهاز البلاي ستيشن بورتبل. كما كان المسؤل عن التوزيع الموسيقي والتصميم كاملا في لعبة (The World Ends with You) لدي إس.و معروف بتصميم الشخصيات بكثيرٍ من «الأحزمة والسوستة»

### الأفلام
أخرج نومورا فيلم المرسوم فاينل فانتسي 7 أدفنت تشيلدرن الذي صدر في عام 2005 في اليابان وأمريكا الشمالية في 25 أبريل 2006. كان فيلم نومورا لأول مرة، وقد أعاد تصميم شخصياته في الفيلم.

### حاليا يعمل لسكوير إنيكس
نومورا يعمل حاليا على مشروع فابولا نوفا كريستاليس فاينل فانتسي XIII. وهو مصمم شخصيات الثلاثة ألعاب ومخرج فاينل فانتسي فيرسز 13، ومصمم شخصيات ديسيديا: فاينل فانتسي التي قد صدرت للبلاي ستيشن بورتبل.
كما أكد انه يعمل على عنوانان مفاجئة.

## أعماله
| اسم اللعبة                                 | أول إصدار | اسم الجهاز                                                              | دور تتسويا نومورا                                             |
| ------------------------------------------ | --------- | ----------------------------------------------------------------------- | ------------------------------------------------------------- |
| فاينل فانتسي 5                             | 1992      | سوبر نينتندو إنترتينمنت سيستم، بلاي ستيشن، جيم بوي أدفانس               | رسم المعركة                                                   |
| فاينل فانتسي 6                             | 1995      | سوبر نينتندو إنترتينمنت سيستم، بلاي ستيشن، جيم بوي أدفانس               | مخرج الرسوم                                                   |
| لايف أ لايف                                | 1994      | سوبر نينتندو إنترتينمنت سيستم                                           | ترجمة توسا-بن                                                 |
| كرونو تريجر                                | 1995      | سوبر نينتندو إنترتينمنت سيستم، بلاي ستيشن، نينتندو دي إس                | رسوم المناطق                                                  |
| فرونت ميشن                                 | 1995      | سوبر نينتندو إنترتينمنت سيستم، بلاي ستيشن، وندر سوان كلر، نينتندو دي إس | مصمم الرسوميات                                                |
| سوبر ماريو RPG                             | 1996      | سوبر نينتندو إنترتينمنت سيستم، فرتشول كونسول                            | مصمم شخصية Culex                                              |
| ديناميتراكر                                | 1996      | سوبر نينتندو إنترتينمنت سيستم                                           | فكرة التصميم                                                  |
| فاينل فانتسي 7                             | 1997      | بلاي ستيشن، مايكروسوفت ويندوز، بلاي ستيشن نتوورك                        | مصمم الشخصيات، مؤثرات المعركة مخرج، القصة الاصلية             |
| بريسايت إيف                                | 1998      | بلاي ستيشن                                                              | مصمم الشخصيات                                                 |
| إيرجاز:غاد بليسس دا رينغ                   | 1998      | أركيد، بلاي ستيشن، بلاي ستيشن نتوورك                                    | مشرف الشخصيات                                                 |
| بريف فنسر موساشي                           | 1998      | بلاي ستيشن، بلاي ستيشن نتوورك                                           | رسم شخصيات غير متحرك                                          |
| بريسايت إيف 2                              | 1999      | بلاي ستيشن                                                              | رسم شخصيات غير متحرك                                          |
| فاينل فانتسي 8                             | 1999      | بلاي ستيشن، مايكروسوفت ويندوز                                           | مصمم الشخصيات ومخرج مؤثرات المعركة                            |
| دا باونسر                                  | 2000      | بلاي ستيشن 2                                                            | مصمم الشخصيات                                                 |
| فاينل فانتسي 10                            | 2001      | بلاي ستيشن 2                                                            | مصمم الشخصيات                                                 |
| كينغدم هارتز                               | 2002      | بلاي ستيشن 2                                                            | مخرج، فكرة التصميم، مصمم الشخصيات وأساس القصة                 |
| فاينل فانتسي X-2                           | 2003      | بلاي ستيشن 2                                                            | مصمم الشخصيات الرئيسية                                        |
| بيفور كرايسس: فاينل فانتسي 7               | 2004      | هاتف محمول                                                              | مصمم الشخصيات                                                 |
| كينغدم هارتز:تشين أوف ميموريز              | 2004      | بلاي ستيشن 2، جيم بوي أدفانس                                            | مخرج، فكرة التصميم، مصمم الشخصيات وأساس القصة                 |
| فاينل فانتسي 7 أدفنت تشيلدرن               | 2004      |                                                                         | مخرج                                                          |
| موساشي:ساموراي ليجند                       | 2005      | بلاي ستيشن 2                                                            | الشخصية الرئيسية                                              |
| لاست أوردر:فاينل فانتسي 7                  | 2005      |                                                                         | مخرج                                                          |
| كينغدم هارتز 2                             | 2005      | بلاي ستيشن 2                                                            | مخرج، فكرة التصميم، مصمم الشخصيات وأساس القصة                 |
| فاينل فانتسي 5 (جيم بوي أدفانس)            | 2006      | سوبر نينتندو إنترتينمنت سيستم، بلاي ستيشن، جيم بوي أدفانس               | مصمم الوحوش                                                   |
| ديرج أوف سربرس: فاينل فانتسي 7             | 2006      | بلاي ستيشن 2                                                            | مصمم الشخصيات                                                 |
| ديرج أوف سربرس لوست إبيسود: فاينل فانتسي 7 | 2006      | هاتف محمول                                                              | مصمم الشخصيات                                                 |
| كرايسس كور: فاينل فانتسي 7                 | 2007      | بلاي ستيشن بورتبل                                                       | مبدع منتج ومصمم الشخصيات                                      |
| دا ورلد إندز ويذ يو                        | 2007      | نينتندو دي إس                                                           | مبدع منتج ومصمم الشخصيات الرئيسية                             |
| كينغدوم هارتز كوديد                        | 2008      | هاتف محمول                                                              | مخرج، فكرة التصميم، مصمم الشخصيات وأساس القصة                 |
| ديسيديا: فاينل فانتسي                      | 2008      | بلاي ستيشن بورتبل                                                       | مصمم الشخصيات                                                 |
| كينغدم هارتز 2/385 يوم                     | 2009      | نينتندو دي إس                                                           | مخرج، فكرة التصميم، مصمم الشخصيات، أساس القصة وكاتب السيناريو |
| فاينل فانتسي 13                            | 2009      | بلاي ستيشن 3، إكس بوكس 360                                              | مصمم الشخصيات الرئيسية                                        |
| كينغدم هارتز بيرث باي سليب                 | 2010      | بلاي ستيشن بورتبل                                                       | مخرج، فكرة التصميم، مصمم الشخصيات وأساس القصة                 |
| فاينل فانتسي تايب-زيرو                     | 2011      | بلاي ستيشن بورتبل                                                       | مصمم الشخصيات                                                 |
| فاينل فانتسي فيرسز 13                      | ?         | بلاي ستيشن 3                                                            | مخرج، فكرة تصميم اللعبة، مصمم الشخصيات وأساس القصة            |
| دا ثيرد بيرث دي                            | 2011      | بلاي ستيشن بورتبل                                                       | مبدع منتج، فكرة التصميم، مصمم الشخصيات                        |
| ديسيديا 012 فاينل فانتسي                   | 2011      | بلاي ستيشن بورتبل                                                       | مصمم الشخصيات                                                 |

## وصلات خارجية
- تتسويا نومورا على موقع IMDb (الإنجليزية)
- تتسويا نومورا على موقع ألو سيني (الفرنسية)
- تتسويا نومورا على موقع ميوزك برينز (الإنجليزية)
- تتسويا نومورا على موقع أول موفي (الإنجليزية)
- تتسويا نومورا على موقع قاعدة بيانات الأفلام السويدية (السويدية)
- تتسويا نومورا على موقع ديسكوغز (الإنجليزية)
- تتسويا نومورا على موقع قاعدة بيانات الفيلم (الإنجليزية)
- تتسويا نومورا على موقع كينوبويسك (الروسية)
- تتسويا نومورا سيرته وأعماله
- تتسويا نومورا نسخة محفوظة 16 مارس 2008 على موقع واي باك مشين. سكوير هيفن